# Pseudoflustra minima
Pseudoflustra minima är en mossdjursart som beskrevs av Hayward 1994. Pseudoflustra minima ingår i släktet Pseudoflustra och familjen Smittinidae. Inga underarter finns listade i Catalogue of Life.